# Enea Scala
Enea Scala est un chanteur d'opéra Italien, né le 19 mai 1979 à Raguse, de tessiture ténor, au répertoire essentiellement issu du bel canto.

## Biographie
Enea Scala naît le 19 mai 1979 à Raguse, en Sicile. C'est en chantant dans des chorales à l'adolescence qu'il souhaite approfondir sa technique et former sa voix. Il prend alors des cours de chant et écoute des enregistrements d'opéras bel canto, notamment ceux du ténor Benjamino Gigli que son oncle affectionnait et dont il considère qu'il a joué un rôle important dans son choix d'intégrer un chœur polyphonique à l'université de Forli. Sur les conseils d'un professeur avec qui il prenait des leçons de chant, alors que son désir de devenir chanteur lyrique se précise, il passe l'examen d'entrée au conservatoire de Bologne et l'intègre. Il reconnait de vraies difficultés dans son apprentissage à ses débuts, il a énormément travaillé pour pouvoir accéder enfin à ses premiers rôles d'opéra.
Il fait ses débuts sur scène en 2006, au Teatro comunale di Bologna, d'abord dans de tout petits rôles comme celui de ‘il Matto’ (le fou) dans l’opéra de Luigi Mancinelli, Paolo e Francesca. En 2007, il chante un marin dans le Didon et Enée de Purcell et multiplie les rôles secondaires dans divers opéras. Il aborde enfin un rôle de premier plan, celui de Lindoro dans l’Italienne à Alger de Rossini, suivi d'Amalviva dans le Barbier de Séville, à l'opéra de Rouen en 2009, de Don Ramiro dans La Cenerentola puis d'Elvino dans La sonnambula de Bellini durant les premières années de sa carrière marquée nettement par le bel canto. C'est aussi en 2009 qu'il débute au Festival d'opéra de Rossini à Pesaro, dans le rôle du comte Libenskof de Il viaggio a Reims, l'œuvre de Rossini donnée chaque année au festival par l’Accademia Rossiniana sous la direction du maestro Alberto Zedda, qui lui a appris à s'exprimer sur scène et à se dépasser,. Il se produit également plus tard, toujours avec Zedda, en Rinaldo dans Armida en 2015 puis en Pilade lors de deux représentations en version concert d'Ermione à l'opéra de Lyon et au théâtre des -Élysées en 2016, quelques mois avant la mort de celui qui fut l'un des plus grands maestro rossiniens,,. Le festival de Pesaro l'accueille également régulièrement dans plusieurs rôles, celui de Mambre dans Mosè in Egitto en 2011, celui du comte Alberto dans l'Occasione fa il ladro en 2013, celui d'Argirio dans Tancredi à la Monnaie en 2017 puis celui d'Idreno dans Semiramide à la Fenice de Venise en 2018, de Rodrigo dans La Donna del Lago à Marseille en 2018. C'est dans le dernier opéra de Rossini, Guillaume Tell, qu'Enea Scala chante le rôle d'Arnold à nouveau à Marseille en 2019 et se lance dans Otello, toujours en 2019, à l'opéra de Francfort.
Enea Scala ne souhaite pas cependant s'enfermer dans le rôle du ténor rossinien et décrit les caractéristiques de sa voix comme étant celle d'un ténor belcantiste, plus adapté au Rossini seria qu'au Rossini buffa mais également à Donizetti et Bellini. Il ne se considère pas comme un baryténor à l'instar de Michael Spyres, Gregory Kunde, Chris Merritt, mais plutôt comme un « un ténor lyrique léger avec une bonne extension dans le grave et le suraigu ». Il aborde les rôles principaux de ténors dans Donizetti, notamment dans Don Pasquale à Glyndebourne en 2011, Caterina Cornaro en 2014 à Montpellier, L’elisir d’amore, Lucia di Lammermoor, Anna Bolena en 2016 à l'opéra de Marseille puis en 2022 au théâtre des Champs-Élysées, Viva la mamma ! (ou Le convenienze ed inconvenienze teatrali) à l'opéra de Lyon en 2017 et Le Duc d’Albe en 2017 à Gand, Maria Stuarda en 2018 au Théâtre des Champs-Élysées, La Favorite en 2021 à la Monnaie de Bruxelles.
Il a également abordé quelques rôles des opéras de Vincenzo Bellini en soulignant qu'il ne sent pas à l'aise partout, en particulier dans Arturo de I puritani alors qu'Elvino de La Sonnambula convient parfaitement à sa voix et qu'il envisage Pollione (Norma) et Il pirata.
Il s'est également illustré dans Mozart, en Belfiore dans La finta giardiniera en 2014 au festival de Glyndebourne et dans le rôle de Don Ottavio dans Don Giovanni au Teatro Municipal de Sao Paulo.
Encouragé par l'évolution de sa voix et une présence scénique électrisante, Enea Scala multiplie les rôles au-delà du bel canto, pour se lancer de nombreux autres défis, notamment dans Verdi, Alfredo de la Traviata et le duc de Mantoue (Rigoletto) à Lyon en mars 2022. Il aborde également les rôles du grand opéra français : Léopold dans la Juive à l'opéra de Lyon en 2016, les Contes d'Hoffmann en 2019 et Raoul dans les Huguenots de Meyerbeer à la Monnaie de Bruxelles, en juin 2022, dans la reprise de la mise en scène d'Olivier Py,,, rôle qu'il reprend à l'opéra de Marseille en mai 2023. A Cologne, au Statenhaus, où l'Opéra s'est installé durant les travaux de révocation de la salle, il réalise une nouvelle prise de rôle, celle d'Enée dans les Troyens, sous la direction musicale de François-Xavier Roth au mois d'octobre 2022.

## CD et DVD
- La finta giardiniera (Mozart), représentation de l'opéra de Lille, sous la direction d'Emmanuelle Haïm, avec Le Concert d'Astrée - 2014[36].
- Armida (Rossini), représentation captée à Gand, direction Alberto Zedda - 2015 - [37]
- Medea in Corinto de Giovanni Simone Mayr, sous la direction de Fabio Luisi - 2016
- Le convenienze ed incovenienze teatrali de Donizetti, représentation de l'opéra de Lyon sous la direction de Lorenzo Viotti - 2021